# Дейвид Тенант
Дейвид Тенант (на английски: David Tennant) е роден на 18 април 1971 г. в Шотландия под името Дейвид Джон МакДоналд. Участва в театрални постановки като високо оценената „Хамлет“ в ролята на датския принц. Тенант е най-известен с ролята си на Десетия Доктор в „Доктор Кой“, както и главната роля в телевизионния сериал от 2005 г. „Казанова“ и Барти Крауч Джуниър във филмовата адаптация на „Хари Потър и Огненият бокал“ също през 2005. Тенант озвучава Скрудж Макдък в „рийбута на Патешки истории“ от 2017 г.

## Биография
Тенант е роден в Батгейт, западен Лоудън в Шотландия и израства в Ралстън, Ренфрушър, където баща му – преподобния Александър „Санди“ Макдоналд – е свещеник в местната шотландска църква. Расте заедно с брат си, 6 години по-голям, и сестра си, 8 години по-голяма. Тенант учи в началното училище на Ралстън и Пейсли, където учителката му Мориа Робъртс е една от първите, които забелязват потенциала му.
Той участва в различни училищни пиеси в началното и средното си училище (талантът му в тази ранна възраст е забелязан от актрисата Едит Макартър, която след като го вижда в първата му роля на 11 споделя с родителите му, че ще той ще се превърне в много успешен актьор). Тенант също така посещава часове в Кралската шотландска академия за музика и драма. На 16 преминава прослушването за Академията и става един от най-младите им ученици.
Учи там до 20 годишна възраст, като през това време е съквартирант с приятеля си Луиз Делмър. По-късно завършва бакалавърска степен.
На тригодишна възраст Тенант казва на родителите си, че иска да стане актьор, защото е фен на Доктор Кой, а те се опитват да го подтикнат да се занимава с по-обикновена работа. Гледа почти всеки епизод на „Доктор Кой“ в продължение на години и се среща с Том Бейкър на представянето на книга в Глазгоу, където говори с него. Въпреки че подобна случка е нормална за всяко британско дете през 70-те, Тенант споделя, че е бил тотално отдаден в преследване на мечтата си. Приема професионалното име „Тенант“ – вдъхновено от Нийл Тенант от Pet Shop Boys след като прочита брой на списание Smash Hits и защото вече има друг Дейвид Макдоналд в архивите на Британската академия на актьорите. Първият му избор за сценичен псевдоним бил Дейвид Брандън, а вторият му – Дейвид Тенант.